# 517
517（五百十七、五一七、ごひゃくじゅうなな）は自然数、また整数において、516の次で518の前の数である。

## 性質
- 517は合成数であり、約数は 1, 11, 47, 517 である。
  - 約数の和は576。
    - 約数の和が平方数になる28番目の数である。1つ前は510、次は527。
- 517 = 11 × 47
  - 160番目の半素数である。1つ前は515、次は519。
  - 5 + 1 + 7 = 1 + 1 + 4 + 7 より21番目のスミス数である。1つ前は483、次は526。
- 5つの連続する素数の和で表せる25番目の数である。1つ前は497、次は533。
517 = 97 + 101 + 103 + 107 + 109
- 各位の和が13になる42番目の数である。1つ前は508、次は526。
- 517 = 62 + 92 + 202 = 62 + 152 + 162 = 72 + 122 + 182
  - 3つの平方数の和3通りで表せる74番目の数である。1つ前は515、次は523。(オンライン整数列大辞典の数列 A025323)
  - 異なる3つの平方数の和3通りで表せる50番目の数である。1つ前は515、次は526。(オンライン整数列大辞典の数列 A025341)

## その他 517 に関連すること
- 西暦517年
- 紀元前517年
- 5・17非常戒厳令拡大措置